# 미야 세치
미야 첵(Miya Cech, 영어 발음: /tʃɛk/, 본명: Miyako Cech, 2007년 3월 4일 ~ )은 미국의 배우이다. 2018년 《다키스트 마인드》(2018)라는 작품으로 영화 데뷔를 했다. 이후 《림 오브 더 월드》(2019) 등에 주연으로 출연했다.

## 어린 시절
첵은 2007년 3월 4일 도쿄도에서 태어났다. 생후 5주에 입양되어 캘리포니아 북부 데이비스에서 자랐다. 그녀는 일본과 카자흐스탄에서 입양된 네 자녀 중 세 번째이다.

## 출연 작품

### 영화
- 다키스트 마인드 (2018)
- 림 오브 더 월드 (2019)
- 우리 사이 어쩌면 (2019)
- 내 성인식에 절대 오지 마! (2023)

### 텔레비전
- 하와이 파이브-0 (2015)
- 아메리칸 호러 스토리 (2016)
- 아메리칸 하우스와이프 (2017-19)
- 애로우: 어둠의 기사 (2019)
- 성난 사람들 (2023)